# Posse comitatus
La locuzione posse comitatus (in latino, "forza della contea", indicante una sorta di milizia locale), negli ordinamenti di common law, si riferiva all'autorità conferita allo sceriffo della contea di arruolare qualunque individuo maschile, fisicamente abile e in maggiore età, per assisterlo nel mantenimento dell'ordine pubblico, nell'inseguimento e arresto di un criminale.

## Storia
Nel 1642, durante le prime fasi della Guerra civile inglese, forze locali venivano impiegate dovunque da tutte le fazioni che potessero indurle a radunarsi, esibendo valide autorizzazioni scritte. Le due autorizzazioni più comunemente usate erano, dalla parte del Parlamento, la sua recente "Ordinanza della Milizia" (Militia Ordinance); o dalla parte del re, gli antiquati "Mandati di schieramento" (Commissions of Array).
Ma il capo realista in Cornovaglia, Sir Ralph Hopton, accusò i nemici dinanzi al grand jury della contea di essere "disturbatori della pace", e fece convocare il posse comitatus per espellerli.

## Nel mondo

### Stati Uniti d'America
In molti Stati federati  degli Stati Uniti e specialmente nell'ovest, gli sceriffi e altre autorità di polizia hanno chiamato i loro gruppi ausiliari civili posse. Il massacro di Lattimer del 1897, in Pennsylvania - in cui una di queste posse dello sceriffo, durante una manifestazione di minatori, uccise diciannove manifestanti disarmati e ne ferì molti altri - dimostrò chiaramente il pericolo insito nel ricorso a tali gruppi, ponendo così fine al loro utilizzo in situazioni di disordine civile.
Una legge federale nota come Posse Comitatus Act proibisce l'uso dell'Esercito degli Stati Uniti e della United States Air Force, come posse comitatus o per fini di polizia. Una direttiva del Segretario della difesa vieta altresì l'uso della Marina e del Corpo dei Marines per fini di polizia. Tale limitazione non esiste invece per la Guardia Costiera, che può essere impiegata per tutte le funzioni di polizia (ad esempio, uomini della Guardia Costiera furono utilizzati provvisoriamente come agenti federali dell'aria (air marshals) per molti mesi dopo gli attacchi dell'11 settembre). Il Posse Comitatus Act fu quasi interamente abrogato dalla Public Law 109-364, detta anche John Warner Defense Authorization Act of 2007 (H.R.5122) (2) (lett. "Legge John Warner di autorizzazione alla difesa del 2007"), che fu firmata dal presidente George W. Bush il 17 ottobre 2006, in una cerimonia privata nello Studio Ovale.
Questa legge consente al Presidente degli Stati Uniti di dichiarare un'"emergenza pubblica" stanziando truppe in qualunque parte d'America e prendendo il controllo delle unità della Guardia Nazionale aventi sede nello stato senza il consenso del governatore o delle autorità locali, al fine di "sopprimere disordini pubblici". La sezione 1076 della legge concede anche fondi aggiuntivi al Pentagono per oltre 500 miliardi di dollari, è intitolata "Uso delle Forze armate nelle principali emergenze pubbliche". La sezione 333, "Principali emergenze pubbliche; interferenza con la legge statale e federale", afferma che "il Presidente può impiegare le Forze armate, compresa la Guardia Nazionale nel Servizio federale, per ristabilire l'ordine pubblico e far rispettare le leggi degli Stati Uniti quando, come risultato di un disastro naturale, di un'epidemia, o altra grave emergenza di sanità pubblica, di un attacco terroristico o di un incidente, o altra condizione in qualsiasi Stato o possedimento degli Stati Uniti, il Presidente stabilisce che la violenza interna ha raggiunto un livello tale che le autorità costituite dello Stato o possedimento sono incapaci di mantenere l'ordine pubblico", al fine di "sopprimere, in qualsiasi Stato, qualsiasi insurrezione, violenza interna, unione illegale o cospirazione". Questa disposizione fu poi abrogata nel 2008.
È oggi generalmente un istituto obsoleto (con alcune notevoli eccezioni - vedi, ad esempio, l'uso di una "posse dello sceriffo" da parte dello sceriffo Joe Arpaio della Contea di Maricopa, Arizona). Il potere, tuttavia, continua presumibilmente ad esistere in quegli Stati federati degli Stati Uniti d'America che non lo hanno abrogato e che ancora lo prevedono nel loro statuto. Tuttavia il disuso pratico del posse comitatus, e la sua esistenza proseguita ai margini della legalità come potere legale teorico è stato, come la milizia, argomento per dibattiti sul significato del II emendamento della Costituzione degli Stati Uniti d'America.
A causa del rapporto tra posse comitatus e possibilità dei cittadini di girare legalmente armati, negli Stati Uniti un'organizzazione o un gruppo di organizzazioni di estrema destra ha assunto il nome di Posse Comitatus, adottando posizioni violentemente razziste e antisemite e contestando l'autorità del governo federale, mentre riconosce come suprema autorità di governo negli Stati Uniti lo sceriffo della contea. Il gruppo è stato inoltre coinvolto nell'omicidio di alcuni agenti dello United States Marshals Service e in altri gravi crimini.